# Vörhenyes karvalykakukk
A vörhenyes karvalykakukk (Hierococcyx hyperythrus) a madarak osztályának kakukkalakúak (Cuculiformes) rendjébe, ezen belül a kakukkfélék (Cuculidae) családjába tartozó faj.
Magyar neve forrással nincs megerősítve.

## Rendszerezése
A fajt John Gould angol ornitológus írta le 1856-ban, a Cuculus nembe Cuculus hyperythrus néven. Egyes szervezetek jelenleg is ide sorolják.

## Előfordulása
Brunei, Dél-Korea, Észak-Korea, Indonézia, Japán, Malajzia, Oroszország és Vietnám területén honos. Természetes élőhelyei a mérsékelt övi erdő, szubtrópusi és trópusi síkvidéki esőerdők, valamint ültetvények. Vonuló faj.

## Természetvédelmi helyzete
Az elterjedési területe rendkívül nagy, egyedszáma pedig stabil. A Természetvédelmi Világszövetség Vörös listáján nem fenyegetett fajként szerepel.